# Ardusat, Maramureș
Ardusat (în maghiară Erdődszád) este satul de reședință al comunei cu același nume din județul Maramureș, Transilvania, România. Este renumit pe plan național și internațional prin corul popular care a primit numeroase premii.
Satul este înfrățit cu localitatea Vernier⁠(en)[traduceți] din Elveția și se află la granița cu Satu Mare, pe malul stâng al Someșului. 

## Etimologie
Etimologia numelui localității provine din Ardud (< magh. „erdöd”) + sat 

## Istoric
Prima atestare documentară datează din 1231, unde apare sub numele Erdezad și pe parcursul timpului a avut diferite denumiri: Erdezat, Erdew Cshada, Erdewdzut, Erdewzada, Erdodszada.

### Familii nobiliare

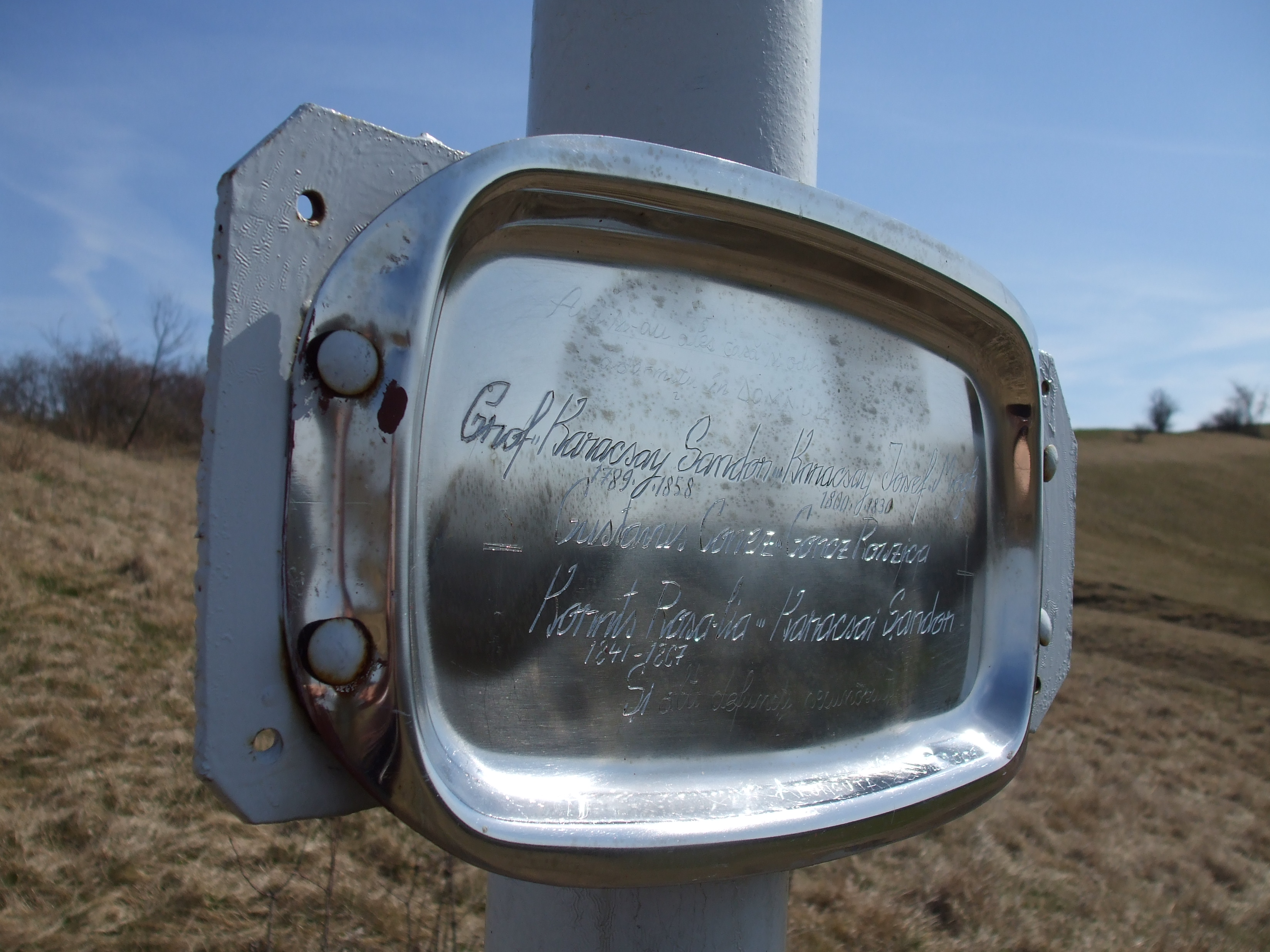
Placă comemorativă, grof Karacsay Sandor {1789-1858}

În acest sat a locuit, la inceputul secolului al XIX-lea , familia nobiliara Karacsay de Valje - Szaka , după care s-a mutat definitiv în Aruncuta, jud.Cluj. Contele Sandor Karacsay de Valje - Szaka s-a născut în anul 1789 și a decedat în Aruncuta , jud.Cluj la data de 3 septembrie 1858. S-a căsătorit în anul 1811 cu contesa Rozalia Kornis de Goncz-Ruszka, care a decedat în Aruncuta, în anul 1847. Cei doi au avut 5 copiii (doi băieți și 3 fete), respectiv pe Șandor, născut în 14 septembrie 1814 în Ardusat  și  decedat în Aruncuta la data de 19 august 1880. Acesta a fost căsătorit cu baroneasa Johanna (Jenny) Wesselenyi de Hadad (1810-6 iulie 1882). Ceilalți copii sunt: Josef (1816-30.03.1880), Elodin (născută în anul 1816 și căsătorită cu Maximilian (Miksa) Wimmer, Alexandrina (decedată în Aruncuta la data de 3 martie 1837 și Johanna Karacsay, măritată cu baron Laszlo Wesselenyi de Hadat (1812-1871).
Contele Karacsay Sandor (bătrânul) a deținut funcții importante, respectiv Vicecomite în comitatul Cluj, Comisar Gubernial și Președinte al Tribunalului Marțial din Cluj  în timpul Revoluției de la 1848, membru în Dieta de la Cluj. Pietrele funerare ale lui Karacsay Sandor (bătrânul), a soției acestuia Rozalia Kornis se află in cimitirul Dealul Criptei din Aruncuta.
Despre Karacsay Șandor - fiul ,născut în Ardusat  știm că în anul 1848 ,anul miscarilor revolutionare si a razboiului civil in Transilvania , avea importanta functie de comandant al Garzilor Nationale ale comitatului Cluj . In data de 28 octombrie 1848 Karacsay Sandor - fiul a primit  dispozitie de la comisarul regal Vay Miklos să-l aresteze pe Vasile Turc ,preot greco - catolic din Cătina, investit in functia de tribun al Câmpiei, "care ar fi fost raspunzator pentru prinderea si chinuirea maghiarilor din Câmpie". Urmare a acestei dispoziții, Karacsay Sandor - fiul, în dimineața zile de 30 octombrie 1848, trimite în Cătina un detașament de honvezi si călăreți aflați sub comanda căpitanului Bitó, preotul Vasile Turc fiind capturat și supus judecății statariale, respectiv executat prin spânzurare în dimineața zilei de 3 noiembrie 1848. La data de 18 noiembrie 1848 Garda natională a Clujului se predă colonelului austriac Karl Urban spre nemulțumirea comisarului Vay Mikloș care a calificat Garda Clujului drept lașă în contextul în care imperialii au ocupat orașul fără a li se opune rezistență..

## Obiective memoriale și turistice

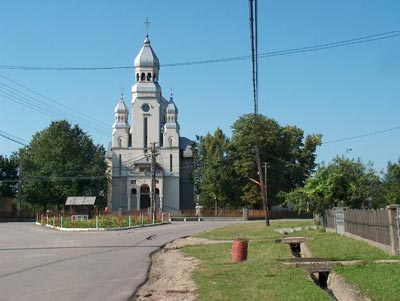
Ardusat - Biserica Ortodoxă

Trei dintre militarii români care au murit în al Doilea Război Mondial au fost înhumați, pe o suprafață de 6 mp, în centrul comunei Ardusat. Însemnele de căpătâi au fost confecționate din beton, piatră și marmură. Unul dintre militarii care au murit la 21 octombrie 1944 nu a fost identificat.
- Biserica Greco-Catolică
- Râul Someș (loc de agrement)
- Arborele Sequoia, în vârstă de 300 ani (adus din S.U.A.)
- Ruinele Castelului Degenfeld
- Elemente popular-folclorice, traditii strămoșești și peisaje.

## Personalităti locale
Vasile Igna (n. 04.03.1944), poet, prozator, traducător, diplomat; director la Editura Dacia; consilier la Ambasada României la Paris. 
A urmat cursurile liceale la Șomcuta Mare și Baia Mare (1961) și cursurile Facultății de Filologie a Universității din Cluj, secția limba și literatura română (1966).
A fost profesor la școala gimnazială din Gădălin (jud. Cluj) (1966-1969), apoi redactor și șef al secției de literatură la Editura Dacia din Cluj (1969-1990). În anul 1990, a devenit directorul Editurii Dacia (1990-1994). În perioada 1994-2007, a intrat în diplomație, fiind însărcinat cu afaceri culturale la Ambasada României și Institutul Cultural Român din Paris (1994-2000), Ministerul Afacerilor Externe din București (2000-2002) și Ambasada României din Berna (2002-2007).
A debutat cu versuri în revista „Viaţa Studenţească” (1963), iar editorial cu volumul de versuri „Arme albe” (1969).
Este laureat al mai multor premii literare,